# Merona cornucopiae
Merona cornucopiae är en nässeldjursart som beskrevs av Norman 1864. Enligt Catalogue of Life ingår Merona cornucopiae i släktet Merona och familjen Oceanidae, men enligt Dyntaxa är tillhörigheten istället släktet Merona och familjen Clavidae. Arten är reproducerande i Sverige. Inga underarter finns listade i Catalogue of Life.